# Campionato africano femminile di pallavolo 2019
Il campionato africano femminile di pallavolo 2019 si è svolto dal 9 al 14 luglio 2019 a Il Cairo, in Egitto: al torneo hanno partecipato sette squadre nazionali africane e la vittoria finale è andata per la seconda volta consecutiva al Camerun.

## Impianti
|                                                                                   |  |  |
|                                                                                   |  |  |
| Palazzetto dello Sport 6 ottobre Città: Il Cairo Capienza: 500 Anno d'apertura: - |  |  |

## Regolamento

### Formula
Le squadre hanno disputato una prima fase a gironi con formula del girone all'italiana; al termine della prima fase:
- Le prime due classificate di ogni girone hanno acceduto alla fase finale per il primo posto, strutturata in semifinali, finale per il terzo posto e finale.
- L'ultima classificata del girone A e le ultime due classificate del girone B hanno acceduto alla fase finale per il quinto posto, strutturata in semifinale, a cui ha partecipato l'ultima classificata del girone A e B, e finale per il quinto posto.

### Criteri di classifica
Se il risultato finale è stato di 3-0 o 3-1 sono stati assegnati 3 punti alla squadra vincente e 0 a quella sconfitta, se il risultato finale è stato di 3-2 sono stati assegnati 2 punti alla squadra vincente e 1 a quella sconfitta.
L'ordine del posizionamento in classifica è stato definito in base a:
- Numero di partite vinte;
- Punti;
- Ratio dei set vinti/persi;
- Ratio dei punti realizzati/subiti;
- Risultati degli scontri diretti.

## Squadre partecipanti
| Squadra  | Qualificazione      | Ultima partecipazione |
| -------- | ------------------- | --------------------- |
| Algeria  | -                   | Camerun 2017          |
| Botswana | -                   | Camerun 2017          |
| Camerun  | -                   | Camerun 2017          |
| Egitto   | Paese organizzatore | Camerun 2017          |
| Kenya    | -                   | Camerun 2017          |
| Marocco  | -                   | Kenya 2015            |
| Senegal  | -                   | Camerun 2017          |

## Torneo

### Fase a gironi
| Girone A | Girone B |
| -------- | -------- |
| Egitto   | Algeria  |
| Marocco  | Botswana |
| Senegal  | Camerun  |
| -        | Kenya    |

#### Girone A

##### Risultati
| 9 luglio 2019 Palazzetto 6 ottobre, Il Cairo Durata: 1h:13 - Spettatori: 350  | Egitto  | 3 - 0 | Senegal | 25-15, 25-21, 25-19              |
| 10 luglio 2019 Palazzetto 6 ottobre, Il Cairo Durata: 2h:12 - Spettatori: 250 | Egitto  | 3 - 2 | Marocco | 25-16, 21-25, 25-13, 19-25, 15-9 |
| 11 luglio 2019 Palazzetto 6 ottobre, Il Cairo Durata: ? - Spettatori: ?       | Marocco | 0 - 3 | Senegal | 25-27, 11-25, 17-25              |

##### Classifica
| Pos | Squadra | Pt | G | V | P | SV | SP | Ratio | PF  | PS  | Ratio |
| --- | ------- | -- | - | - | - | -- | -- | ----- | --- | --- | ----- |
| 1   | Egitto  | 5  | 2 | 2 | 0 | 6  | 2  | 3,000 | 180 | 143 | 1,259 |
| 2   | Senegal | 3  | 2 | 1 | 1 | 3  | 3  | 1,000 | 132 | 128 | 1,031 |
| 3   | Marocco | 1  | 2 | 0 | 2 | 2  | 6  | 0,333 | 141 | 182 | 0,775 |

#### Girone B

##### Risultati
| 9 luglio 2019 Palazzetto 6 ottobre, Il Cairo Durata: 1h:10 - Spettatori: 110  | Botswana | 0 - 3 | Camerun  | 12-25, 17-25, 10-25               |
| 9 luglio 2019 Palazzetto 6 ottobre, Il Cairo Durata: 1h:22 - Spettatori: 130  | Kenya    | 3 - 0 | Algeria  | 25-19, 25-21, 25-21               |
| 10 luglio 2019 Palazzetto 6 ottobre, Il Cairo Durata: 1h:11 - Spettatori: 100 | Botswana | 0 - 3 | Kenya    | 16-25, 18-25, 11-25               |
| 10 luglio 2019 Palazzetto 6 ottobre, Il Cairo Durata: 1h:15 - Spettatori: 220 | Camerun  | 3 - 0 | Algeria  | 25-21, 25-5, 26-24                |
| 11 luglio 2019 Palazzetto 6 ottobre, Il Cairo Durata: ? - Spettatori: ?       | Algeria  | 3 - 1 | Botswana | 25-15, 20-25, 25-18, 25-19        |
| 11 luglio 2019 Palazzetto 6 ottobre, Il Cairo Durata: ? - Spettatori: ?       | Kenya    | 3 - 2 | Camerun  | 18-25, 16-25, 27-25, 30-28, 15-11 |

##### Classifica
| Pos | Squadra  | Pt | G | V | P | SV | SP | Ratio | PF  | PS  | Ratio |
| --- | -------- | -- | - | - | - | -- | -- | ----- | --- | --- | ----- |
| 1   | Kenya    | 8  | 3 | 3 | 0 | 9  | 2  | 4,500 | 256 | 220 | 1,164 |
| 2   | Camerun  | 7  | 3 | 2 | 1 | 8  | 3  | 2,667 | 265 | 195 | 1,359 |
| 3   | Algeria  | 3  | 3 | 1 | 2 | 3  | 7  | 0,429 | 206 | 228 | 0,904 |
| 4   | Botswana | 0  | 3 | 0 | 3 | 1  | 9  | 0,111 | 161 | 245 | 0,657 |

### Fase finale

#### Finali 1º e 3º posto
|  | Semifinali | Semifinali | Semifinali |       |         | Finale 1º/2º posto | Finale 1º/2º posto | Finale 1º/2º posto |  |
|  |            |            |            |       |         |                    |                    |                    |  |
|  | Egitto     | Egitto     | 0          |       |         |                    |                    |                    |  |
|  | Egitto     | Egitto     | 0          |       |         |                    |                    |                    |  |
|  | Camerun    | Camerun    | 3          |       |         |                    |                    |                    |  |
|  | Camerun    | Camerun    | 3          |       | Camerun | Camerun            | 3                  |                    |  |
|  |            |            |            |       | Camerun | Camerun            | 3                  |                    |  |
|  |            |            | Kenya      | Kenya | 2       |                    |                    |                    |  |
|  | Kenya      | Kenya      | Kenya      | Kenya | 2       | 3                  |                    |                    |  |
|  | Kenya      | Kenya      |            |       |         | 3                  |                    |                    |  |
|  | Senegal    | Senegal    | 0          |       |         | Finale 3º/4º posto | Finale 3º/4º posto | Finale 3º/4º posto |  |
|  | Senegal    | Senegal    | 0          |       |         |                    |                    |                    |  |
|  |            |            |            |       |         |                    |                    |                    |  |
|  |            |            |            |       |         | Egitto             | Egitto             | 1                  |  |
|  |            |            |            |       |         | Egitto             | Egitto             | 1                  |  |
|  |            |            |            |       |         | Senegal            | Senegal            | 3                  |  |

##### Semifinali
| 13 luglio 2019 Palazzetto 6 ottobre, Il Cairo Durata: 1h:25 - Spettatori: 550 | Egitto | 0 - 3 | Camerun | 23-25, 21-25, 18-25 |
| 13 luglio 2019 Palazzetto 6 ottobre, Il Cairo Durata: 1h:09 - Spettatori: 400 | Kenya  | 3 - 0 | Senegal | 25-13, 25-13, 25-20 |

##### Finale 3º posto
| 14 luglio 2019 Palazzetto 6 ottobre, Il Cairo Durata: ? - Spettatori: ? | Egitto | 1 - 3 | Senegal | 17-25, 17-25, 25-14, 26-28 |

##### Finale
| 14 luglio 2019 Palazzetto 6 ottobre, Il Cairo Durata: ? - Spettatori: ? | Camerun | 3 - 2 | Kenya | 25-17, 25-27, 25-23, 23-25, 16-14 |

#### Finale 5º posto
|  | Semifinale | Semifinale | Semifinale |         |         | Finale 5º posto | Finale 5º posto | Finale 5º posto |  |
|  |            |            |            |         |         |                 |                 |                 |  |
|  | Marocco    | Marocco    | 3          |         |         |                 |                 |                 |  |
|  | Marocco    | Marocco    | 3          |         |         |                 |                 |                 |  |
|  | Botswana   | Botswana   | 2          |         |         |                 |                 |                 |  |
|  | Botswana   | Botswana   | 2          |         | Marocco | Marocco         | 0               |                 |  |
|  |            |            |            |         | Marocco | Marocco         | 0               |                 |  |
|  |            |            | Algeria    | Algeria | 3       |                 |                 |                 |  |

##### Semifinale
| 13 luglio 2019 Palazzetto 6 ottobre, Il Cairo Durata: 2h:20 - Spettatori: 300 | Marocco | 3 - 2 | Botswana | 23-25, 25-23, 25-16, 24-26, 16-14 |

##### Finale 5º posto
| 14 luglio 2019 Palazzetto 6 ottobre, Il Cairo Durata: ? - Spettatori: ? | Marocco | 0 - 3 | Algeria | 23-25, 14-25, 20-25 |

## Podio

### Campione
Formazione: 1 Stéphanie Fotso, 2 Christelle Tchoudjang, 4 Raïssa Nasser, 6 Laetitia Moma Bassoko, 7 Henriette Koulla, 9 Honorine Djakao, 10 Berthrade Bikatal, 12 Fawziya Abdoulkarim, 14 Yolande Amana, 15 Emelda Piata, 16 Estelle Adiana, 18 Odette Ahirnidi, 20 Manuela Bibindé, CT: Jean-René Akono

### Secondo posto
Formazione: 1 Jane Wairimu, 3 Violet Nakuto, 4 Leonida Kasaya, 5 Sharon Kiprono, 7 Janet Wanja, 8 Trizah Atuka, 9 Elizabeth Nafula, 10 Noel Muraambi, 12 Gladys Ekaru, 14 Mercy Sukuku, 15 Brackcides Khadambi, 16 Agripina Khayesi, 18 Emmaculate Chemtai, 19 Edith Mukuvulani, CT: Shailen Ramdoo

### Terzo posto
Formazione: 1 Mbayang Seck, 2 Binetou Cissé, 3 Binetou Sow, 4 Bineta Ndiaye, 5 Fatou Sarr, 6 Sigal Tine, 7 Khady Boye, 8 Roffeel Ciss, 9 Khadidiatou Donde, 10 Aita Gaye, 11 Ndiaye Touré, 12 Marième Diagne, 13 Touty Diokh, 14 Assietou Ndoye, CT: Amadou Sané

## Classifica finale
| Pos | Squadra  | Qualificazione           |
| --- | -------- | ------------------------ |
|     | Camerun  | Campionato africano 2021 |
|     | Kenya    | Campionato africano 2021 |
|     | Senegal  | Campionato africano 2021 |
| 4   | Egitto   |                          |
| 5   | Algeria  |                          |
| 6   | Marocco  | Campionato africano 2021 |
| 7   | Botswana |                          |